# 九鹤站

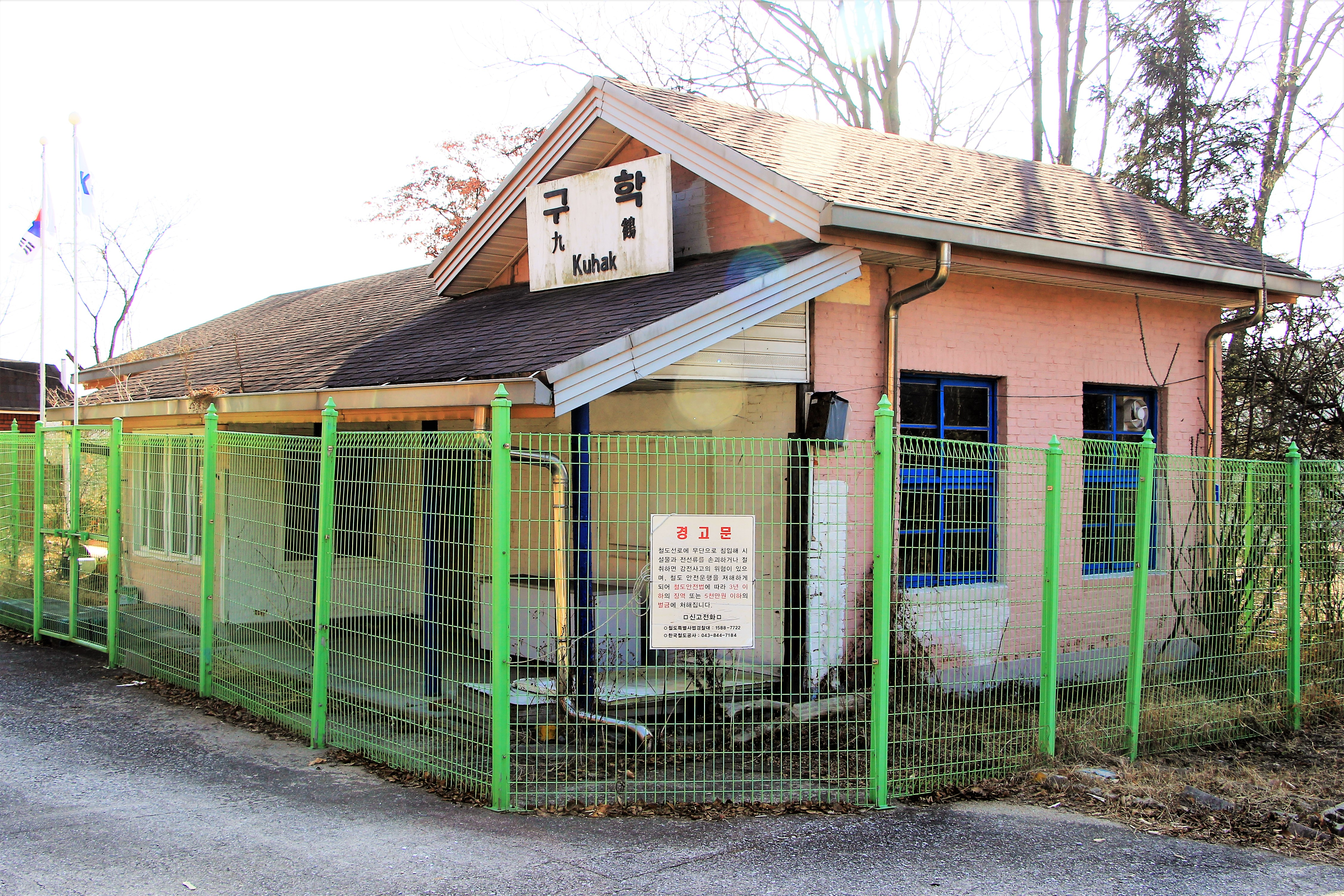
九鹤站

九鶴站（：／ Guhak yeok */?）是韩国铁道公社的一個铁路车站，位于忠清北道堤川市凤阳邑九鶴里，屬於中央线。

## 历史
- 1941年7月1日：开始使用。
- 2021年1月5日：停用本站。

## 相鄰車站
韓国铁道公社
中央线
莲交信号场－九鶴－鳳陽